# Okręg wyborczy Tewkesbury
Okręg wyborczy Tewkesbury powstał w 1614 r. i wysyłał do angielskiej, a następnie brytyjskiej, Izby Gmin dwóch deputowanych. W 1868 r. liczbę mandatów przypadających na okręg zmniejszono do jednego. Okręg zlikwidowano w 1918 r., ale przywrócono go ponownie w 1997 r. Okręg obejmuje miasto Tewkesbury w hrabstwie Gloucestershire.

## Deputowani do brytyjskiej Izby Gmin z okręgu Tewkesbury

### Deputowani w latach 1614–1660
- 1614–1626: Dudley Digges
- 1614: John Ratcliffe
- 1621–1622: Giles Brydges
- 1624–1629: Baptist Hicks
- 1628–1629: William Hicks
- 1640: Anthony Ashley-Cooper
- 1641–1643: Robert Cooke
- 1641: Edward Alford
- 1641–1648: Edward Stephens
- 1645–1653: John Stephens
- 1654–1655: Anthony Ashley-Cooper
- 1656–1658: Francis White
- 1659: Edward Cooke
- 1659: Robert Long

### Deputowani w latach 1660–1868
- 1660–1685: Henry Capell
- 1660–1673: Richard Dowdeswell
- 1673–1690: Francis Russell
- 1685–1710: Richard Dowdeswell
- 1690–1692: Henry Capell
- 1692–1698: Francis Winnington
- 1698–1701: Charles Hancock
- 1701–1708: Edmund Bray
- 1708–1712: Henry Ireton
- 1710–1713: William Bromley
- 1712–1722: William Dowdeswell
- 1713–1714: Charles Dowdeswell
- 1714–1717: Anthony Lechmere
- 1717–1721: Nicholas Lechmere
- 1721–1754: Thomas Gage, 1. wicehrabia Gage
- 1722–1734: George Reade
- 1734–1741: Robert Tracy
- 1741–1747: John Martin
- 1747–1754: William Dowdeswell, wigowie
- 1754–1774: Nicolson Calvert, wigowie
- 1754–1761: John Martin
- 1761–1792: William Codrington, torysi
- 1774–1776: Joseph Martin, wigowie
- 1776–1807: James Martin, wigowie
- 1792–1797: William Dowdeswell, torysi
- 1797–1812: Christopher Bethell Codrington, torysi
- 1807–1812: Charles Hanbury Tracy, wigowie
- 1812–1832: John Edmund Dowdeswell, torysi
- 1812–1832: John Martin, wigowie
- 1832–1837: Charles Hanbury Tracy, wigowie
- 1832–1835: John Martin, wigowie
- 1835–1847: William Dowdeswell, Partia Konserwatywna
- 1837–1859: John Martin, wigowie
- 1847–1857: Humphrey Brown, wigowie
- 1857–1864: Frederick Lygon, Partia Konserwatywna
- 1859–1865: James Martin, Partia Liberalna
- 1864–1868: John Reginald Yorke, Partia Konserwatywna
- 1865–1866: William Edward Dowdeswell, Partia Konserwatywna
- 1866–1868: Edmund Lechmere, Partia Konserwatywna

### Deputowani w latach 1868–1918
- 1868–1880: William Edwin Price, Partia Liberalna
- 1880–1885: Richard Biddulph Martin, Partia Liberalna
- 1885–1886: John Reginald Yorke, Partia Konserwatywna
- 1886–1906: John Dorington, Partia Konserwatywna
- 1906–1916: Michael Hicks Beach, wicehrabia Quenington, Partia Konserwatywna
- 1916–1918: William Frederick Hicks-Beach, Partia Konserwatywna

### Deputowani po 1997
- 1997–: Laurence Robertson, Partia Konserwatywna